# Zarélie
Zarélie (en rus: Зарелье) és un poble de l'óblast de Nóvgorod, a Rússia, segons el cens del 2010 tenia 23 habitants.